# Zebinisso Rustamova
Zebinisso Sanginovna Rustamova  (en russe : Зебиниссо Сангиновна Рустамова), née le 29 janvier 1955 à Stalinabad, aujourd'hui Douchanbé, en RSS du Tadjikistan, est une archère soviétique.
Elle devint ensuite ministre des Sports du Tadjikistan.

## Palmarès
- Jeux olympiques
  -  Médaille de bronze à l'individuel femme aux Jeux olympiques d'été de 1976 à Montréal.